# Bostrycapulus gravispinosus
Bostrycapulus gravispinosus is een slakkensoort uit de familie van de Calyptraeidae. De wetenschappelijke naam van de soort is voor het eerst geldig gepubliceerd in 1950 door Kuroda & Habe.